# Leçons cliniques sur les maladies des vieillards et les maladies chroniques
Leçons cliniques sur les maladies des vieillards et les maladies chroniques est un livre de Jean-Martin Charcot et publié en 1868 par le libraire-éditeur Adrien Delahaye, situé place de l'école de médecine à Paris.
Le cours a été retranscrit par Benjamin Ball, agrégé à la Faculté de médecine de Paris et médecin des hôpitaux.
Charcot y fait la différence entre trois groupes de maladies: celles qui sont liées au vieillissement, celles qui apparaissent à tout âge mais qui prennent une tournure particulière chez les personnes âgées et celles qui s'avèrent moins nocives chez les personnes âgées. Charcot classe le typhus et la tuberculose parmi ces dernières. Les cas cliniques qu'il présente sont issus de la Salpêtrière.
Le livre est considéré comme un des ouvrages fondateurs de la gériatrie moderne. Il connaît une deuxième édition, revue et augmentée en 1874.
Ce livre connaît également une grande diffusion à l'étranger, non seulement grâce à la renommée de son auteur, mais également parce qu'il est traduit en anglais et paraît en 1881 à New York.

## Éditions
- Leçons cliniques sur les maladies des vieillards et les maladies chroniques, Paris, 1868.
- Leçons cliniques sur les maladies des vieillards et les maladies chroniques, Paris, 1874, deuxième édition revue et augmentée Texte intégral.
- Clinical lectures on the diseases of old age,, New York, W. Wood & company, 1881.